# جولیا چان
جولیا چان که با نام جولیا تیلور راس نیز شناخته می‌شود، بازیگر و مجری انگلیسی است.
او بیشتر به خاطر بازی در نقش دکتر مگی لین در سریال شبکه تلویزیونی سی‌تی‌وی نجات امید (۲۰۱۲–۲۰۱۷)، به عنوان یکی از مجریان دو فصل اول نمایش بزرگ شیرینی پزی کانادا (۲۰۱۷–۲۰۱۹) و در نقش پپر اسمیت شناخته می‌شود.
چان در چشایر به دنیا آمد و بزرگ شد. او در دانشگاه کالج لندن تحصیل کرد و سپس در دانشگاه هاروارد در کمبریج، ماساچوست تحصیل کرد. او فارغ‌التحصیل لیسانس تاریخ هنر و معماری است. او مدرک کارشناسی ارشد خود را از مدرسه تئاتر جدید نیویورک در سال ۲۰۱۰ دریافت کرد.
چان در سال ۲۰۱۱ با اریک راتنسپرگر ازدواج کرد و در سال از هم جدا شدند.

## فیلم‌شناسی

### فیلم
| سال  | عنوان               | نقش           | یادداشت                |
| ---- | ------------------- | ------------- | ---------------------- |
| ۲۰۰۸ | بیست و یک           | کیت           | در نقش جولیا تیلور راس |
| ۲۰۱۰ | نیم تنه             | تینا          | در نقش جولیا تیلور راس |
| ۲۰۱۰ | وزن پر              | کیت           |                        |
| ۲۰۱۲ | خانه خاموش          | سوفیا         | در نقش جولیا تیلور راس |
| ۲۰۱۲ | اتصالات از دست رفته | یوگا زوئی     | در نقش جولیا تیلور راس |
| ۲۰۱۴ | ابی مرده عزیز       | راشل          | در نقش جولیا تیلور راس |
| ۲۰۱۵ | دارایی‌های آوا       | جوجه پانک راک |                        |
| ۲۰۱۸ | بچه ای مثل جیک      | میشل          |                        |

### تلویزیون / وب
| سال       | عنوان                     | نقش                   | یادداشت                                                |
| --------- | ------------------------- | --------------------- | ------------------------------------------------------ |
| ۲۰۱۰      | آبی تازه‌کار               | امیلی استارلینگ       | ۱ قسمت؛ در نقش جولیا تیلور راس                         |
| ۲۰۱۲      | پان ام                    | حامی هنر زن           | با نام جولیا تیلور راس. ۱ قسمت                         |
| ۲۰۱۰      | خونریزی و درمان معجزه آسا | آدریان                | ۱ قسمت؛ در نقش جولیا تیلور راس                         |
| ۲۰۱۰–۲۰۱۲ | جمهوری دویل               | کارن بکر              | ۲ قسمت؛ در نقش جولیا تیلور راس                         |
| ۲۰۱۲–۲۰۱۶ | نجات امید                 | دکتر مگی لین          | نقش اصلی؛ ۷۹ قسمت؛ با نام جولیا تیلور راس شناخته می‌شود |
| ۲۰۱۵      | گاتهام                    | کارن جنینگز           | ۱ قسمت؛ در نقش جولیا تیلور راس                         |
| ۲۰۱۷      | نهر شیت                   | الین                  | ۱ قسمت؛ در نقش جولیا تیلور راس                         |
| ۲۰۱۷–۲۰۱۸ | نمایش بزرگ نانوایی کانادا | خودش                  | مجری مشترک سریال؛ به عنوان جولیا چان                   |
| ۲۰۱۸      | سگ کوچولو                 | نقش تکرار شونده       | به عنوان جولیا چان                                     |
| ۲۰۱۹      | بوجک سوارکار              | Pickles Aplenty (صدا) | جایگزین هونگ چاو شد                                    |
| ۲۰۲۰      | کیتی کین                  | فلفل اسمیت            | نقش منظم؛ به عنوان جولیا چان                           |
| ۲۰۲۱      | آرشیو ۸۱                  | آنابل چو              | نقش اصلی؛ ۸ قسمت                                       |
| ۲۰۲۳      | ویل ترنت                  | آوا گرین              | قسمت ۵                                                 |
| ۲۰۲۳      | متهم                      | سارا تامورا           | فصل ۱ قسمت ۱۱ داستان Jiro                              |